# Тренкина кафана
Тренкина кафана је била једна од најпознатијих лесковачких кафана у међуратном периоду која се помиње и у чувеној лесковачкој узречици којом се стишавају људи - Није ти ово Тренкина кафана!

## Настанак и изглед
Горча Тренка је купио половину кафане у Улици краља Александра и кућу неког Турчина у Немањиној улици одакле је точио вино и ракију када је дошао у Лесковац из Манојловца, а другу половину кафане је купио његов син Тоза и од тада је постала позната као Тренкина кафана. Касније је водио
Налазила се у делу града који је био познат као Панађуриште и гледала је на Вашариште и железничку станицу у Лесковцу. Објекат је имао 442 квадратна метра и обухватао је кафану за госте, велику салу, малу салу, кафанске собе за госте, кухиње и кафанске штале касније пренамењене за вуновлачаре. Двориште од седам ара имало је две велике капије, једну према Улици краља Александра за чезе и фијакере, и другу, ка Немањиној улици, за воловска и коњска кола.

## Нова година у Тренкиној кафани
У Улици краља Александра 54 налазила се и кафана другог Горчиног сина, Благоја, која је такође сматрана Тренкином кафаном. У њој се дочекивала Нова година. Гости су седели до поноћи, а затим би већ у шест ујутру поново дошли на грејану ракију и мед уз блех музику како би им година била блага и берићетна.